# Лъжите в нас
„Лъжите в нас“ е български сериал, драма, по идея на Евтим Милошев. Във сериала участват Емил Марков, Диана Димитрова, Радина Думанян, Орлин Павлов, Владимир Пенев, Ирен Кривошиева, Васил Бинев, Йоана Буковска-Давидова, Мария Сотирова, Милена Аврамова, Дарин Ангелов, Свежен Младенов, Калоян Минев и др.
Премиерата на сериала е излъчена на 22 февруари 2022 г. по Нова телевизия. Излъчва се от вторник до петък 20:00 ч.

## Актьорски състав
- Емил Марков – Константин Шейтанов
- Диана Димитрова – Ирина Шейтанова
- Радина Думанян – Рая Шейтанова
- Орлин Павлов – Сава
- Владимир Пенев – Отец Никодим
- Ирен Кривошиева – Анастасия
- Васил Бинев – Щерю
- Йоана Буковска-Давидова – Адриана Чуковска
- Мария Сотирова– Бояна
- Милена Аврамова – Цвети
- Дарин Ангелов – Виктор
- Свежен Младенов – Явор Давидов
- Калоян Минев – Пламен Григоров
- Асен Кобиларов – Асен Дъбов
- Нено Койнарски – Георги
- Ясмина Раде – Габриела
- Николет Добрева – Михаела
- Ярослава Павлова – Росица
- Аделина Томова – инспектор Велина Андреева
- Симона Ахмед – малката Ирина
- Дария Ангелова – малката Рая

Поддържащи роли
- Николай Дойнов – Водещ на новини
- Любомир Петкашев – Никола Дъбов
- Стоян Цветков – Стефан Кефала